# Garifuna Settlement Day
Der Garifuna Settlement Day (dt.: Tag der Ansiedlung der Garifuna) ist ein gesetzlicher Feiertag in Belize, der jedes Jahr am 19. November gefeiert wird. Der Feiertag wurde 1941 von dem Menschenrechtsaktivisten Thomas Vincent Ramos geschaffen. Er wurde 1943 als öffentlicher Feiertag in den südlichen Distrikten von Belize eingeführt und 1977 zum nationalen Feiertag erklärt. Der Feiertag erinnert an die Ansiedlung der Garifuna in Belize im Jahr 1832, nachdem sie 1797 von den Briten von den Grenadinen vertrieben worden waren. Zum Gedenken werden vor allem in Dangriga and Punta Gorda Paraden mit Straßenmusik und traditionellen Tänzen veranstaltet. Als wesentlicher Programmpunkt wird am Strand die Ankunft der Garifuna mit Dorys, offenen Fischerbooten, nachgestellt.